# Precambrian
Albums de The Ocean
Aeolian
(2005) Heliocentric
(2010)
Precambrian est le quatrième album studio du groupe de metal progressif allemand The Ocean, sorti le 5 novembre 2007 sous le label Metal Blade Records.

## Conception
Precambrian est un album-concept en deux disques explorant le Précambrien, partie de l'échelle des temps géologiques qui s'étend de la formation de la Terre à l'apparition d'une faune abondante d'animaux à coquille rigide il y a 541 millions d'années. Le premier disque est consacré à l'Hadéen et à l'Archéen, les deux premiers éons du Précambrien. Le second explore les 10 périodes géologiques du troisième éon, le Protérozoïque.
De nombreux musiciens sont invités sur cet album, dont Caleb Scofield (Cave In), Nate Newton (Converge, Cavalera Conspiracy), Dwid Hellion (Integrity), Tomas Hallbom (Breach), Erik Kalsbeek (Textures), ainsi que des musiciens de l'Orchestre philharmonique de Berlin.

## Accueil
Precambrian est très bien reçu par la critique.

## Liste des titres
| Disque 1 : Hadean\|Archean | Disque 1 : Hadean\|Archean | Disque 1 : Hadean\|Archean | Disque 1 : Hadean\|Archean | Disque 1 : Hadean\|Archean | Disque 1 : Hadean\|Archean | Disque 1 : Hadean\|Archean | Disque 1 : Hadean\|Archean | Disque 1 : Hadean\|Archean | Disque 1 : Hadean\|Archean |
| No                         | Titre                      | Durée                      |                            |                            |                            |                            |                            |                            |                            |
| -------------------------- | -------------------------- | -------------------------- | -------------------------- | -------------------------- | -------------------------- | -------------------------- | -------------------------- | -------------------------- | -------------------------- |
| 1.                         | Hadean                     | 3:48                       |                            |                            |                            |                            |                            |                            |                            |
| 2.                         | Eoarchean                  | 4:46                       |                            |                            |                            |                            |                            |                            |                            |
| 3.                         | Palaeoarchean              | 2:46                       |                            |                            |                            |                            |                            |                            |                            |
| 4.                         | Mesoarchean                | 5:20                       |                            |                            |                            |                            |                            |                            |                            |
| 5.                         | Neoarchean                 | 5:24                       |                            |                            |                            |                            |                            |                            |                            |
| 22:04                      |                            |                            |                            |                            |                            |                            |                            |                            |                            |

| Disque 2: Proterozoic | Disque 2: Proterozoic | Disque 2: Proterozoic | Disque 2: Proterozoic | Disque 2: Proterozoic | Disque 2: Proterozoic | Disque 2: Proterozoic | Disque 2: Proterozoic | Disque 2: Proterozoic | Disque 2: Proterozoic |
| No                    | Titre                 | Durée                 |                       |                       |                       |                       |                       |                       |                       |
| --------------------- | --------------------- | --------------------- | --------------------- | --------------------- | --------------------- | --------------------- | --------------------- | --------------------- | --------------------- |
| 1.                    | Siderian              | 1:57                  |                       |                       |                       |                       |                       |                       |                       |
| 2.                    | Rhyacian              | 10:57                 |                       |                       |                       |                       |                       |                       |                       |
| 3.                    | Orosirian             | 6:29                  |                       |                       |                       |                       |                       |                       |                       |
| 4.                    | Statherian            | 5:58                  |                       |                       |                       |                       |                       |                       |                       |
| 5.                    | Calymmian             | 8:19                  |                       |                       |                       |                       |                       |                       |                       |
| 6.                    | Ectasian              | 8:58                  |                       |                       |                       |                       |                       |                       |                       |
| 7.                    | Stenian               | 8:20                  |                       |                       |                       |                       |                       |                       |                       |
| 8.                    | Tonian                | 7:18                  |                       |                       |                       |                       |                       |                       |                       |
| 9.                    | Cryogenian            | 3:32                  |                       |                       |                       |                       |                       |                       |                       |
| 61:48                 |                       |                       |                       |                       |                       |                       |                       |                       |                       |